# اسکی مدیا ورکس
اَسکی مدیا ورکس (به انگلیسی: ASCII Media Works) یک ناشر ژاپنی و شرکت برند شرکت کودوکاوا است که دفتر مرکزی آن در نیشی شینجوکو، شینجوکو-کو، توکیو ژاپن قرار دارد.